# Черниче
Черниче (болг. Черниче) — село в Благоевградской области Болгарии. Входит в состав общины Симитли. Находится примерно в 5 км к югу от центра города Симитли и примерно в 19 км к югу от центра города Благоевград. По данным переписи населения 2011 года, в селе  проживало 1083 человека.

## Население
| Год     | 1956 | 1965 | 1975 | 1985 | 1992 | 2001 | 2011 |
| ------- | ---- | ---- | ---- | ---- | ---- | ---- | ---- |
| Жителей | 760  | 940  | 1012 | 1169 | 1228 | 1156 | 1083 |

| Национальность | Человек | Процент |
| -------------- | ------- | ------- |
| болгары        | 995     | 94,76%  |
| цыгане         | 46      | 4,38%   |
| Всего ответов  | 1050    |         |

|  |